# Vallet
Vallet é uma comuna do departamento de Loire-Atlantique, no oeste da França.
A cidade está localizada na região de Muscadet.